# Alberto Juantorena
Alberto Juantorena Danger (* 21. November 1950 in Santiago de Cuba) ist ein ehemaliger kubanischer Leichtathlet. Er gewann 1976 olympisches Gold über 400 und 800 Meter.

## Leben
Juantorena begann seine Sportlerlaufbahn als Basketballspieler und wurde vom polnischen Leichtathletiktrainer Zygmunt Zabierzowski von seinem Talent als Läufer überzeugt. Nach einem Jahr Lauftraining nahm er an den Olympischen Spielen 1972 in München teil, schied allerdings im Halbfinale aus. Seine ersten internationalen Erfolge waren die Goldmedaille bei der Universiade 1973 und den Panamerikanischen Spielen 1975 jeweils über 400 Meter. Bei den Olympischen Spielen 1976 in Montreal startete er über die 800 Meter und gewann in Weltrekordzeit, drei Tage bevor er auch Sieger über seine Spezialdisziplin von 400 Meter wurde. 1977 wiederholte er beim Leichtathletik-Weltcup in Düsseldorf diesen historischen Doppelsieg. Mit einer Größe von 1,90 m und einem Gewicht von 84 kg war Juantorena der größte und schwerste 800-Meter-Olympiasieger des 20. Jahrhunderts. Wegen seiner massigen Gestalt und seines gleichmäßigen Laufstils erhielt er den Spitznamen El Caballo (das Pferd).
Juantorena setzte seine Karriere bis 1984 fort, konnte aber verletzungsbedingt nie mehr das Leistungsniveau von 1976/77 erreichen. Er erzielte bei den Olympischen Spielen in Moskau über die 400 Meter noch einmal einen 4. Platz und verabschiedete sich bei den Wettkämpfen der Freundschaft, die in Konkurrenz zu den vom Ostblock boykottierten Olympischen Spielen in Los Angeles ausgetragen wurden, mit einem Sieg über 800 Meter von der Wettkampfbühne.
Alberto Juantorena war dann 1984 Vizeminister für Sport in Kuba. 1986 wurde er Vizepräsident des Kubanischen Olympischen Komitees und Vizepräsident der Lateinamerikanischen UNESCO. Er ist seit 1995 Mitglied des Regierungskomitees für Körpererziehung und Sport und war 1995 Technischer Delegierter bei den 5. IAAF World Championships in Göteborg. Seit 1997 arbeitet Juantorena als Senior Vizepräsident des Olympischen Komitee von Kuba.
2012 wurde Juantorena in die IAAF Hall of Fame aufgenommen.

### Besonderheit
Zu den schwierigsten Leistungen in der Leichtathletik zählt es, die 400 und die 800 Meter zu bestreiten. 400-Meter-Läufe werden als Sprints angesehen, während die 800 Meter schon zu den Mittelstrecken zu zählen sind. Juantorena gehörte zu den Ausnahmeläufern, die bei Olympischen Spielen beide Strecken bestritten. Er gewann bei den Spielen in Montreal 1976 als erster und bisher (2016) einziger Olympionike Gold sowohl über 400 als auch über 800 Meter. Bei den Olympischen Spielen lief er die 800-Meter-Strecke erst zum dritten Mal, da sein Trainer ihn mit einiger Mühe überreden musste. Durch gezielte Tempoläufe über 600 Meter wurde er jedoch darauf passend vorbereitet.